# Ion Ochi
Ion Ochi (n. 2 martie 1964

) este un fost deputat român, ales în 2012 din partea Partidului Social Democrat. Mandatul său a încetat pe 1 septembrie 2015 în urma demisiei.

## Controverse
Pe 21 aprilie 2015 Direcția Națională Anticorupție a solicitat Camerei Deputaților arestarea lui Ion Ochi.
Pe 23 iunie 2015 Ion Ochi a fost trimis în judecată de Direcția Națională Anticorupție pentru abuz în serviciu și luare de mită.
Pe 4 septembrie 2020 Ion Ochi a fost achitat definitiv de Curtea de Apel Alba Iulia deși în primă instanță fusese condamnat la 6 ani de închisoare cu executare. 